# Béziers
Béziers város Franciaország déli részén, Languedoc-Roussillon régióban, Hérault megyében.

## Története
A ősi várost ibér törzsek alapították, a rómaiak idején is jelentős központ volt. A tengerparttól beljebb, az Orb folyó mentén magasodó dombra épült belváros a XIII. században az albigens eretnekség jelentős központja, s egyben az ellenük indított keresztes hadjáratok első nagy tragédiájának színhelye volt: a keresztesek a város egész lakosságát – mintegy 20 ezer embert – kardélre hányták. 
Béziers ma a Languedoc-Roussillon szőlővidékének fontos központja.

## Demográfia
| Év   | Lakosság |
| ---- | -------- |
| 1793 | 12 501   |
| 1800 | 14 535   |
| 1806 | 14 565   |
| 1821 | 16 140   |
| 1836 | 16 233   |
| 1856 | 23 557   |
| 1861 | 24 270   |
| 1866 | 27 722   |

| Év   | Lakosság |
| ---- | -------- |
| 1872 | 31 468   |
| 1876 | 38 227   |
| 1881 | 42 915   |
| 1886 | 42 785   |
| 1891 | 45 475   |
| 1896 | 48 012   |
| 1901 | 52 310   |
| 1906 | 52 268   |

| Év   | Lakosság |
| ---- | -------- |
| 1911 | 51 042   |
| 1921 | 56 008   |
| 1926 | 65 754   |
| 1931 | 71 527   |
| 1936 | 73 305   |
| 1946 | 64 561   |
| 1954 | 64 929   |
| 1962 | 73 528   |

| Év   | Lakosság |
| ---- | -------- |
| 1968 | 80 481   |
| 1975 | 84 029   |
| 1982 | 76 647   |
| 1990 | 70 996   |
| 1999 | 69 153   |
| 2006 | 74 028   |
| 2010 | 70 955   |

## Látnivalók
- Szent Nazarius és Celsus-katedrális – a város feletti dombtetőn álló templom valóságos vár. Már a 8. században püspöki templom volt, de az 1209-es ostrom idején csaknem teljesen megsemmisült, mai formája ezt követően, több évszázadon át alakult ki. A templom mellett álló kolostor régészeti múzeum, a kerengőn római és őskeresztény sírkövek, szarkofágok vannak. A templom mellett kilátóterasz létesült és kellemes pihenőhely az egykori püspöki kert, a Jardin de l’Évéché.
- Église de la Madeleine – a domb északi oldalán álló templom volt a nevezetes vérengzés színhelye a 13. században.
- Basilique St-Aphrodise – a város első katedrálisa, az altemplom még a 8. században épült.
- Pont Vieux – híd az Orb folyó felett, a 13. században épült, egy római kori híd helyén.
- Szépművészeti Múzeum – a szépművészeti múzeumban régi festők alkotásain kívül a francia festészet kimagasló alakjai, így Géricault, Delacroix, Corot, a 20. századiak közül Utrillo, Dufy, Chirico festményei láthatóak.
- Musée du vieux Bitterois et du vin – értékes régészeti, etnográfiai gyűjtemény mellett, a múzeumban látható Languedoc borászatának történetét, emlékeit bemutató kiállítás is.
- Allées Paul-Riquet – az Atlanti-óceánt a Földközi-tengerrel összekötő csatorna, a Canal du Midi építője, Pierre-Paul Riquet, a város szülötte volt, ez a róla elnevezett sétány Béziers kedvelt centruma.
- Oppidum d’Ensérune – a belvárostól 13 kilométerrel elterülő régészeti feltárás, egy Kr. e. a 4. században keletkezett várost mutat be. A legrégebbi részből csak a hegyoldalban lévő házak sziklába vésett silói maradtak fenn, a későbbi városból az erőteljes falak maradványai, valamint egy ősi temető, amelyben mintegy 400 sírt tártak fel. A rómaiak házainak romjai is megtekinthetőek. A leletek egy része a helyszínen lévő múzeumban láthatóak.

## Híres emberek
- Talán Biterrae (ma Béziers) püspöke volt az 5. század elején Biterrae-i Paulinus ókeresztény író (4. század vége - 5. század eleje).
- Itt született Bernard Minier (1960 –) francia író.

## Testvérvárosok
- - Chiclana de la Frontera, 1993 óta.
- - Heilbronn, 1965 óta.
- - Stockport, 1972 óta.
- - Sztavropol, 1982 óta.

## Képek

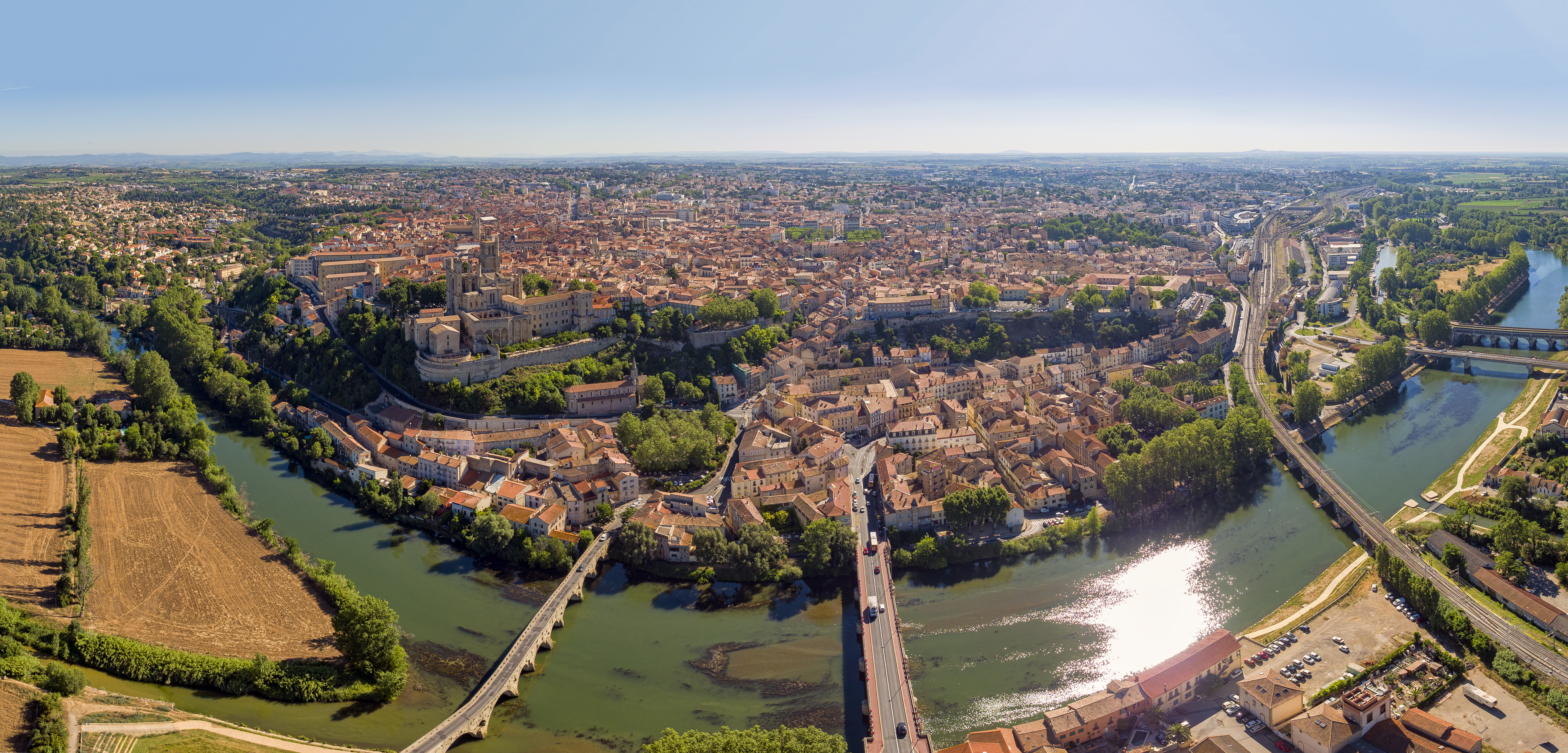
Béziers
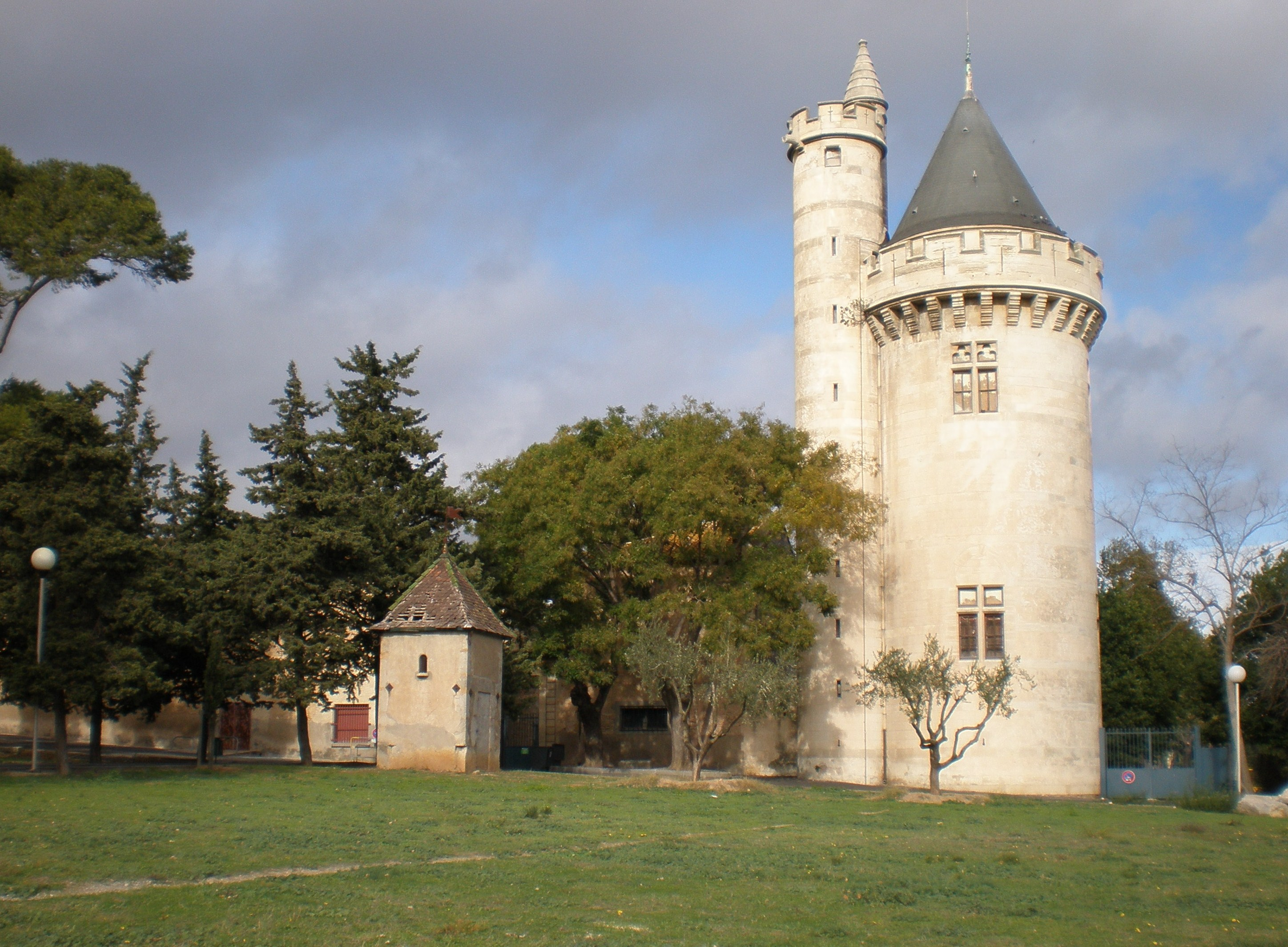
Saint-Jean-d'Aureilhan
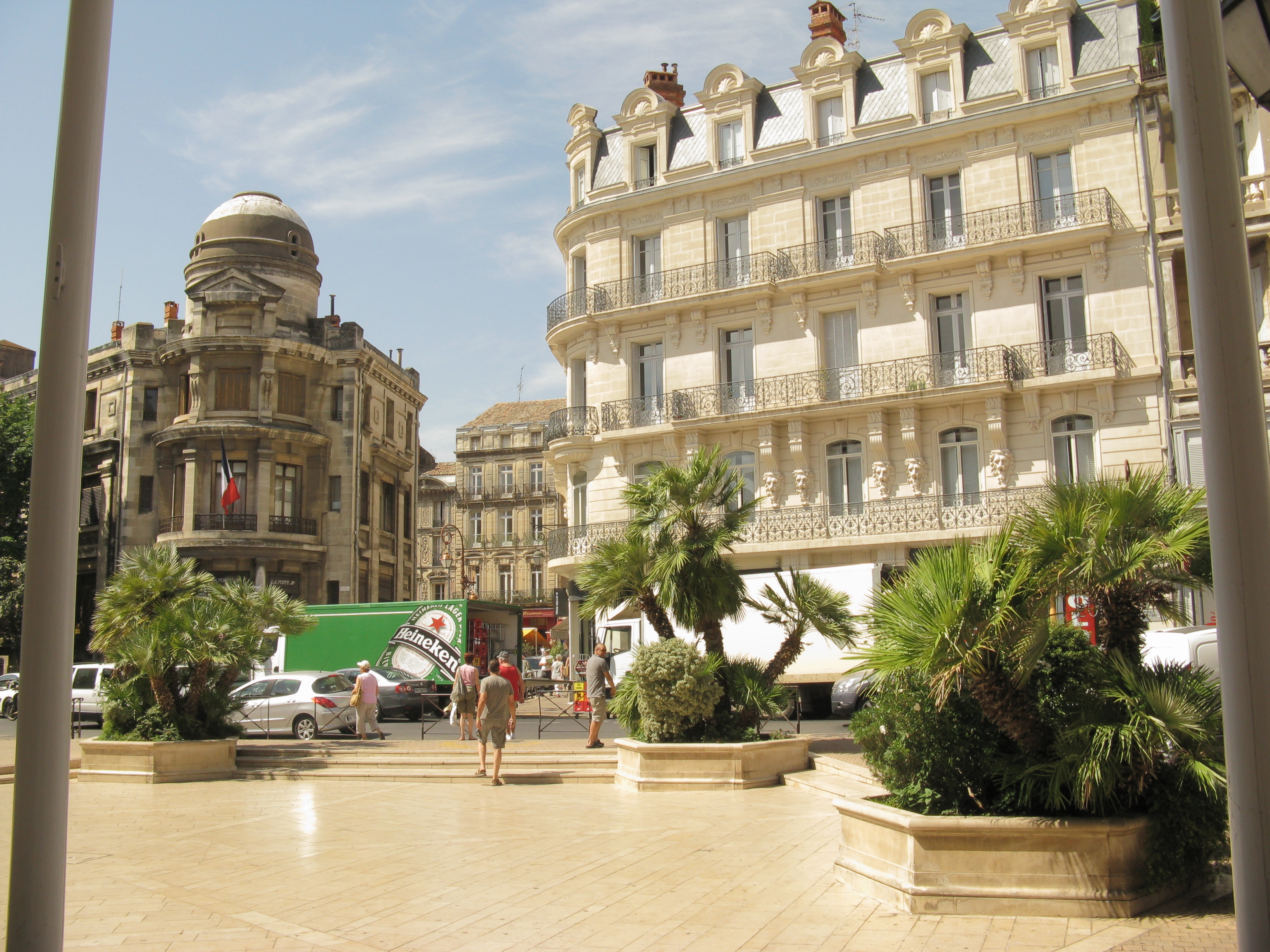
Place Gabriel Péri
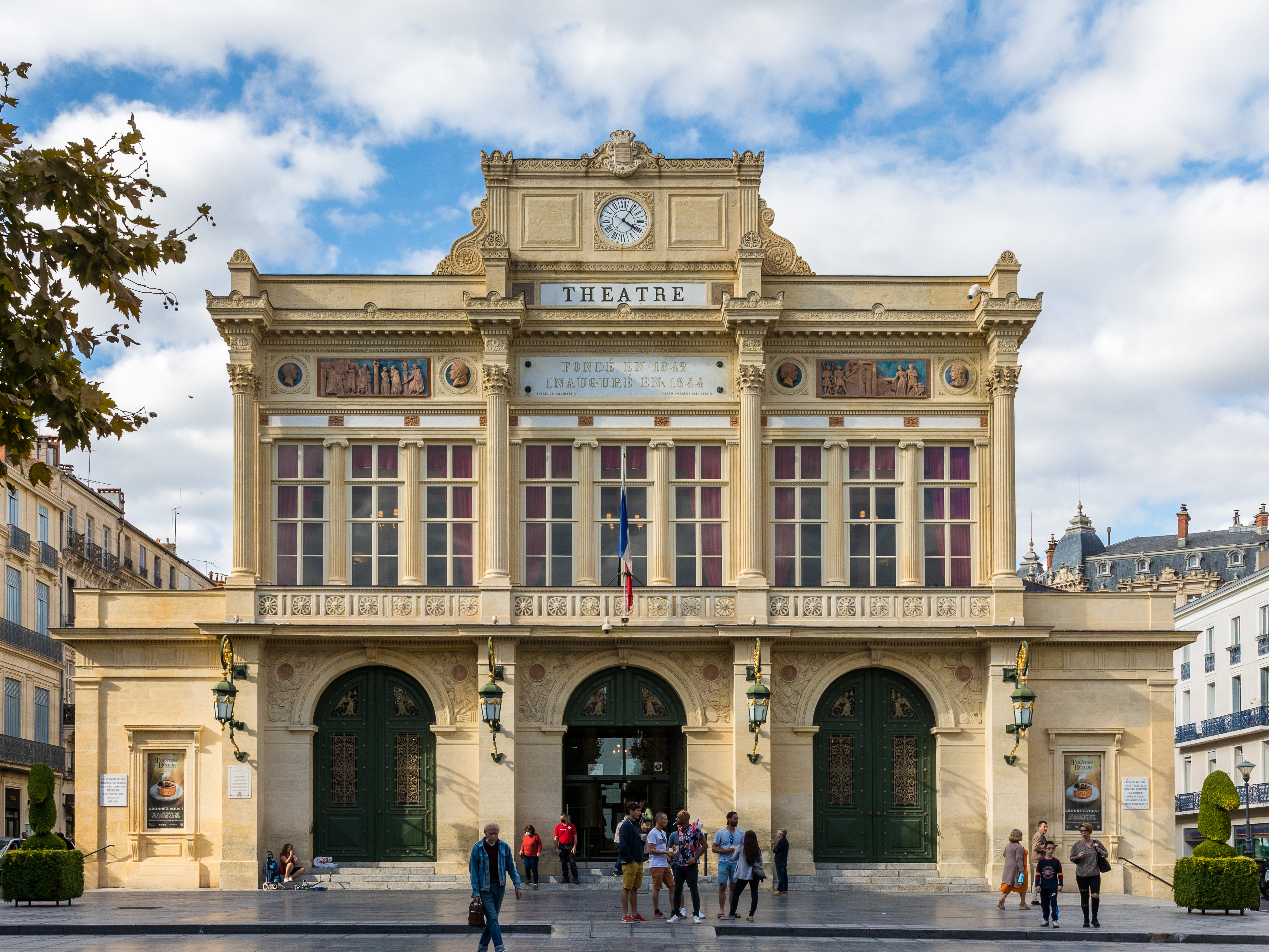
Színház
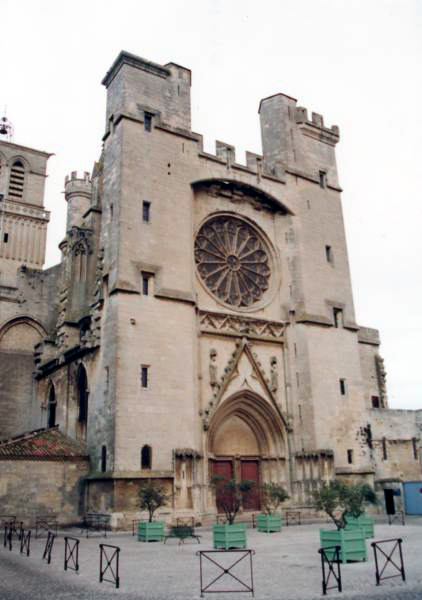
Ancienne cathédrale St-Nazaire
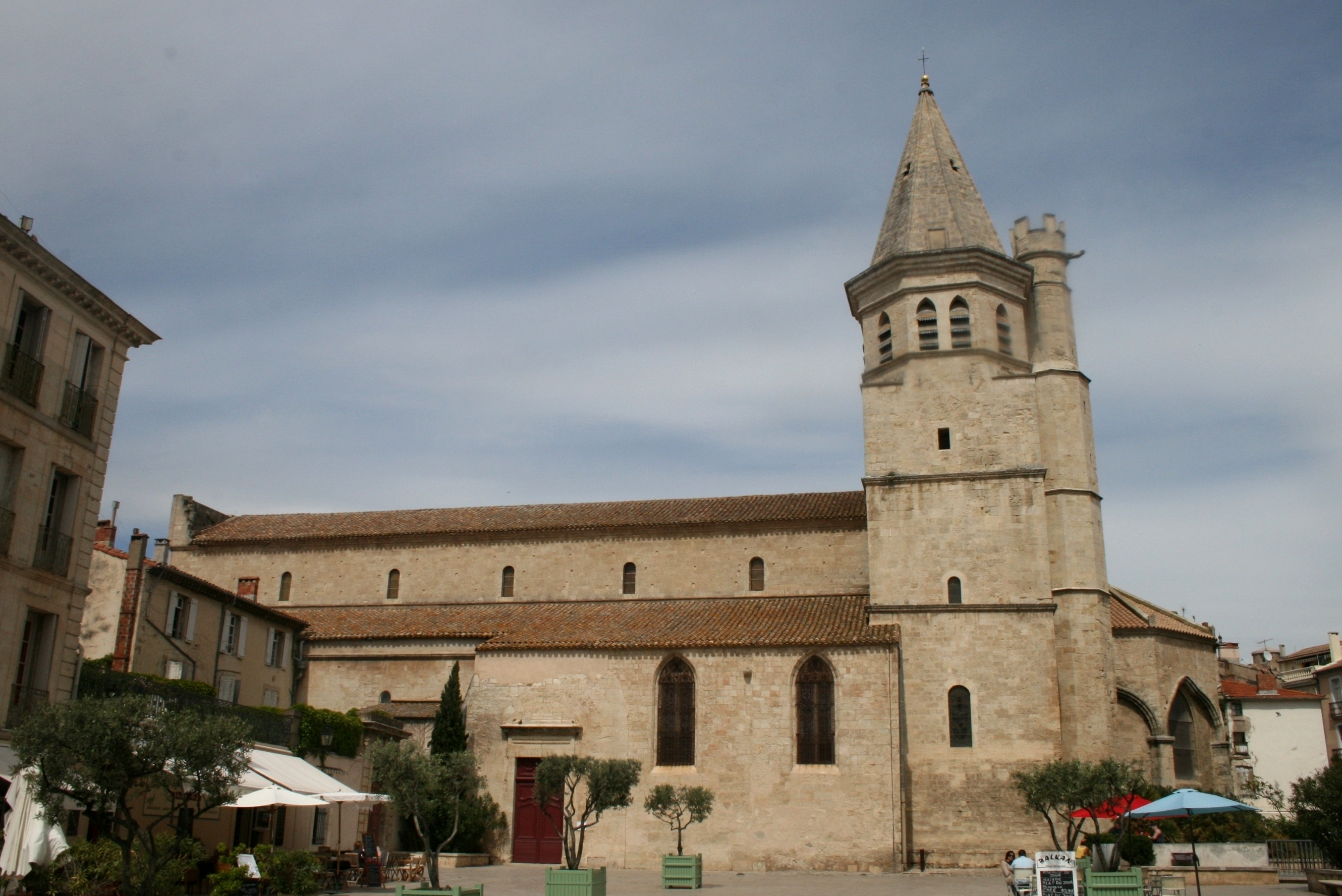
Église de la Madeleine